# Johanna Naberprijs
De Johanna Naberprijs is een prijs voor de beste Nederlandstalige afstudeerscriptie op het gebied van vrouwen- en/of gendergeschiedenis. De prijs werd in 1989 ingesteld door Francisca de Haan voor de Stichting Jaarboek voor Vrouwengeschiedenis en in 2000 overgenomen door de Vereniging voor Gendergeschiedenis (voorheen de Vereniging voor Vrouwengeschiedenis) en Atria, kennisinstituut voor emancipatie en vrouwengeschiedenis (voorheen het Internationaal Informatiecentrum en Archief voor de Vrouwenbeweging). De winnaar van de prijs – die sinds 2010 jaarlijks wordt uitgeloofd – ontvangt een geldbedrag van € 500 en wordt in de gelegenheid gesteld een artikel te schrijven in het tijdschrift Historica.
De Johanna Naberprijs is vernoemd naar Johanna Naber, een Nederlands feministe en schrijfster van vele historische studies. Zij wordt beschouwd als de eerste geschiedschrijfster van de Nederlandse vrouwenbeweging, en was een van de oprichtsters van het Internationaal Archief voor de Vrouwenbeweging, opgegaan in het latere Atria.

## Winnaars
De winnaars van deze prijs zijn:
- 2023: Aron Ouwerkerk voor ‘Decus reipublicae litterariae’ Elisabeth Koolaart-Hoofman and Her Engagement in the Republic of Letters (1695-1705). With an Edition of Her Correspondence.
- 2022: Antje van Kerckhove voor Slachtoffers van onwetendheid, over de kennisverspreiding van het DES-hormoon in België sinds 1971
- 2021: David van Oeveren (Universiteit Utrecht) - Dreaming of Home. A neurohistorical approach to study masculinity through the dreams and nightmares of British prisoners of war in Nazi Germany (1940-1942)
- 2020: Stephanie van Dam - 'Smirking Prostitutes' and 'the Problem of the Unfit Worker': Sir Granville St John Orde Browne's Cross-Institutional and Imperial Career and the Imagining of an Ideal Type Colonial Labourer, 1885-1945
- Romy Beck - Partners in politiek. Regentenvrouwen in achttiende-eeuws Amsterdam
- 2019: Samantha Sint Nicolaas - scriptie over de Nederlandse feministe en spionne Etta Palm d'Aelders
- 2018: Kim Bootsma - Vrouwen voor het vaderland. Een gendergeschiedenis van het Vrouwen Hulpkorps en de Marine-Vrouwenafdeling (1940-1945)
- 2017: Lore Goovaerts (UGent) - Het glazen plafond doorbroken? De eerste generatie vrouwelijke hoogleraren aan de UGent, een oral history project
- 2016: Maite Karssenberg (UvA) - Een onweerstaanbaar dubbelleven. De ontwikkeling van Geertruida Kapteyn-Muysken als intellectueel in Londen 1880-1900
- 2015: Laura Nys (UGent) - Liefde, lijden en verzet. Emotionele (tegen)praktijken in het Rijksopvoedingsgesticht voor lastige of weerspannige meisjes te Brugge (1927-1941)
- 2014: Fabian Van Wesemael (UGent) - Helden in het hospitaal? Een gendergeschiedenis van de ervaring van verpleegsters en artsen in hun omgang met gewonde soldaten en lichamelijkheid tijdens de Eerste Wereldoorlog
- 2013: Ann Romeyns (KU Leuven) - Het feministische geheugen. Onderzoek naar de omgang met het verleden in de tweede feministische golf in België (1970-1990)
- 2012: Remco Van Hauwermeiren (UGent) - The Ogaden war: Somali women’s roles and the psychological ramifications
- 2011: Anaïs Van Ertvelde (UGent) - 't is nog niet in de sacoche' : de vormelijke en inhoudelijke evolutie van de nationale vrouwendag 1972-2002
- 2010: Chantal Bisschop (KU Leuven) - Ondergoed. Een geschiedenis van betekenisgevende praktijken in Vlaanderen, 1930-2006
- 2005: Marja Volbeda (Universiteit Utrecht) - Maria Jacoba de Turenne. Een jonge vrouw 'gedesguiseert in mans cleederen' in het Staatse leger 1688-1689
- 2002: Janneke Janssen (Radboud Universiteit Nijmegen) - Blanke pioniersters in Nederlands-Indië
- 1999: Kirsten Snijders - Schuld en sekse. Een onderzoek naar de genderbetekenissen van 'schuld' in de discussie sover de oorzaken van nationaal-socialisme en holocaust
- 1997: Marijke Huisman (Universiteit Utrecht) - De vrouw, de vrouwenbeweging en het vrouwenvraagstuk. Feminisme en evolutiedenken in Nederland 1913-1918
- 1994: Hilde van Wijngaarden (Universiteit van Amsterdam) - Barber Jacobs en andere uitdraagsters. Werkende vrouwen in Amsterdam in de zestiende en zeventiende eeuw
- 1992: Roos Vermeij (Rijksuniversiteit Leiden) - De "vrouwendingen"van Mej. Mr. Marie Anne Tellegen
- 1989: Monique Stavenuiter en Jeanette Dorsman - Nooit gehuwd maar niet alleen. Vrijgezelle vrouwen uit de arbeidende klassen in Amsterdam in de tweede helft van de negentiende eeuw